# Kleingebiet Pécsvárad

Lage des Kleingebiets Pécsvárad (rot) im Komitat Baranya

Das Kleingebiet Pécsvárad (ungarisch Pécsváradi kistérség) war bis Ende 2012 eine ungarische Verwaltungseinheit (LAU 1) innerhalb des Komitats Baranya in Südtransdanubien. Im Zuge der Verwaltungsreform Anfang 2013 wurden 16 Ortschaften dem nachfolgenden Kreis Pécsvárad (ungarisch Pécsváradi járás) und drei Ortschaften dem Kreis Pécs (ungarisch Pécsi járás) zugeordnet.
Ende 2012 lebten 12.283 Einwohner auf einer Fläche von 258,49 km². Damit war es das flächen- und bevölkerungsmäßig kleinste im Komitat. Der Verwaltungssitz war die einzige Stadt Pécsvárad mit 4.051 Einwohnern.

## Ortschaften
Diese 19 Ortschaften gehörten zum Kleingebiet Pécsvárad
| Apátvarasd   | Berkesd  | Erdősmecske | Erzsébet     | Fazekasboda |
| Hidas        | Kátoly   | Kékesd      | Lovászhetény | Martonfa    |
| Mecseknádasd | Nagypall | Óbánya      | Ófalu        | Pécsvárad   |
| Pereked      | Szellő   | Szilágy     | Zengővárkony |             |